# 貝爾科維爾 (新澤西州)
貝爾科維爾（英語：Belcoville）是位於美國新澤西州大西洋縣的非建制地區。

## 歷史
貝爾科維爾的郵局於1918年設立，其後於1919年停運。

## 地理
貝爾科維爾所處的海拔為高於海平面3米（即10英呎），而該地所採用的時區為UTC-5，即北美东部时区（EST）。同時該地設有夏令時間，為UTC-5調快一小時，即UTC-4（EDT）。